# Bradley Locko
Banzouzi Bradley Locko (* 6. Mai 2002 in Ivry-sur-Seine) ist ein französisch-kongolesischer Fußballspieler, der bei Stade Brest in der Ligue 1 spielt.

## Karriere

### Verein
Locko begann seine fußballerische Ausbildung 2011 beim CA Vitry. Nach nur einem Jahr wechselte er zur US Ivry. Im Sommer 2015 unterschrieb er bei der Centre Foot Formation Paris und weitere drei Jahre später wechselte er zum Montrouge FC. Im Jahr 2019 wechselte er in die Jugendakademie des FC Lorient und nach einem Jahr zu Stade Reims. In den Saisons 2019/20 und 2020/21 spielte er bereits zehnmal für die viertklassige Zweitmannschaft. Am zweiten Spieltag der Saison 2021/22 stand er bei einem 3:3-Unentschieden gegen den HSC Montpellier in der Startelf und gab somit sein Profidebüt in der Ligue 1. Bei seinem erst dritten Einsatz gegen Girondins Bordeaux bei einer 2:3-Niederlage schoss er das erste Tor seiner Profikarriere. Insgesamt kam er in jener Spielzeit bereits zu 24 Ligaeinsätzen und zwei Spielen im Pokal. Bis Ende Januar 2023 kam Locko in der Saison 2022/23 noch zu 15 weiteren Einsätzen für Reims. Ende der Winterpause 2023 wurde er schließlich an den Ligakonkurrenten Stade Brest verliehen.

### Nationalmannschaft
Im März 2022 stand Locko zweimal für die französische U20-Nationalmannschaft im Kader.